# Антигуа и Барбуда на летних Олимпийских играх 2016
Антигуа и Барбуда на летних Олимпийских играх 2016 года была представлена 9 спортсменами в 2 видах спорта. Знаменосцем сборной Антигуа и Барбуда на церемонии открытия Игр в третий раз стал легкоатлет, призёр чемпионата мира 2010 года в помещении Дэниел Бэйли, а на церемонии закрытия — пловец Ноа Масколл-Гомес. По итогам соревнований сборная Антигуа и Барбуда, принимавшая участие в своих десятых летних Олимпийских играх, вновь осталась без медалей.

## Состав сборной
Лёгкая атлетика
1. Дэниел Бэйли
2. Седжэй Грин
3. Джаред Джарвис
4. Тахир Уолш
5. Шавон Уолш
6. Мигель Фрэнсис
7. Присцилла Фредерик

 Плавание
1. Ноа Масколл-Гомес
2. Саманта Робертс

## Результаты соревнований

### Водные виды спорта

#### Плавание
В следующий раунд на каждой дистанции проходят спортсмены, показавшие лучший результат, независимо от места, занятого в своём заплыве.
Мужчины
| Дистанция                 | Спортсмены        | Предварительный раунд | Предварительный раунд | Предварительный раунд | Полуфинал            | Полуфинал            | Полуфинал            | Финал                | Финал                |
| Дистанция                 | Спортсмены        | Заплыв                | Результат             | Место                 | Заплыв               | Результат            | Место                | Результат            | Место                |
| ------------------------- | ----------------- | --------------------- | --------------------- | --------------------- | -------------------- | -------------------- | -------------------- | -------------------- | -------------------- |
| 200 метров вольным стилем | Ноа Масколл-Гомес | 1                     | 1:53,16               | 44                    | Завершил выступление | Завершил выступление | Завершил выступление | Завершил выступление | Завершил выступление |

Женщины
| Дистанция                | Спортсмены      | Предварительный раунд | Предварительный раунд | Предварительный раунд | Полуфинал | Полуфинал | Полуфинал | Финал     | Финал |
| Дистанция                | Спортсмены      | Заплыв                | Результат             | Место                 | Заплыв    | Результат | Место     | Результат | Место |
| ------------------------ | --------------- | --------------------- | --------------------- | --------------------- | --------- | --------- | --------- | --------- | ----- |
| 50 метров вольным стилем | Саманта Робертс |                       |                       |                       |           |           |           |           |       |

### Лёгкая атлетика
Мужчины
Беговые дисциплины
| Дисциплина            | Спортсмен                                        | Предварительный раунд | Предварительный раунд | Предварительный раунд | Четвертьфиналы | Четвертьфиналы | Четвертьфиналы | Полуфиналы | Полуфиналы | Полуфиналы | Финал | Финал |
| Дисциплина            | Спортсмен                                        | Забег                 | Время                 | Место                 | Забег          | Время          | Место          | Забег      | Время      | Место      | Время | Место |
| --------------------- | ------------------------------------------------ | --------------------- | --------------------- | --------------------- | -------------- | -------------- | -------------- | ---------- | ---------- | ---------- | ----- | ----- |
| бег на 100 метров     | Дэниел Бэйли                                     |                       |                       |                       |                |                |                |            |            |            |       |       |
| бег на 100 метров     | Седжэй Грин                                      |                       |                       |                       |                |                |                |            |            |            |       |       |
| бег на 200 метров     | Мигель Фрэнсис                                   |                       |                       |                       |                |                |                |            |            |            |       |       |
| Эстафета              | Предварительный раунд                            | Предварительный раунд | Предварительный раунд | Предварительный раунд | Полуфинал      | Полуфинал      | Полуфинал      | Финал      | Финал      | Финал      | Финал | Финал |
| Эстафета              | Состав                                           | Забег                 | Время                 | Место                 | Забег          | Время          | Место          | Состав     | Состав     | Состав     | Время | Место |
| эстафета 4×100 метров | Шавон Уолш Седжэй Грин Джаред Джарвис Тахир Уолш |                       |                       |                       | не проводится  | не проводится  | не проводится  |            |            |            |       |       |

Женщины
Технические дисциплины
| Дисциплина      | Спортсмен          | Квалификация | Квалификация | Финал     | Финал |
| Дисциплина      | Спортсмен          | Результат    | Место        | Результат | Место |
| --------------- | ------------------ | ------------ | ------------ | --------- | ----- |
| прыжок в высоту | Присцилла Фредерик |              |              |           |       |